# Jeonghyeon (drottning)
Jeonghyeon, född 1462, död 1530, var en Koreas drottning 1480 – 1494, gift med kung Seongjong. 
Hon placerades i kungens harem som konkubin 1473. Hon har utpekats för medverkan i den hovintrig som 1479 avsatte hennes företrädare. Hon befordrades 1480 från konkubin till drottning. 